# Iridium
Iridium (chemická značka Ir, latinsky Iridium) je drahý kov šedivě bílé barvy.

## Fyzikální a chemické vlastnosti a výskyt

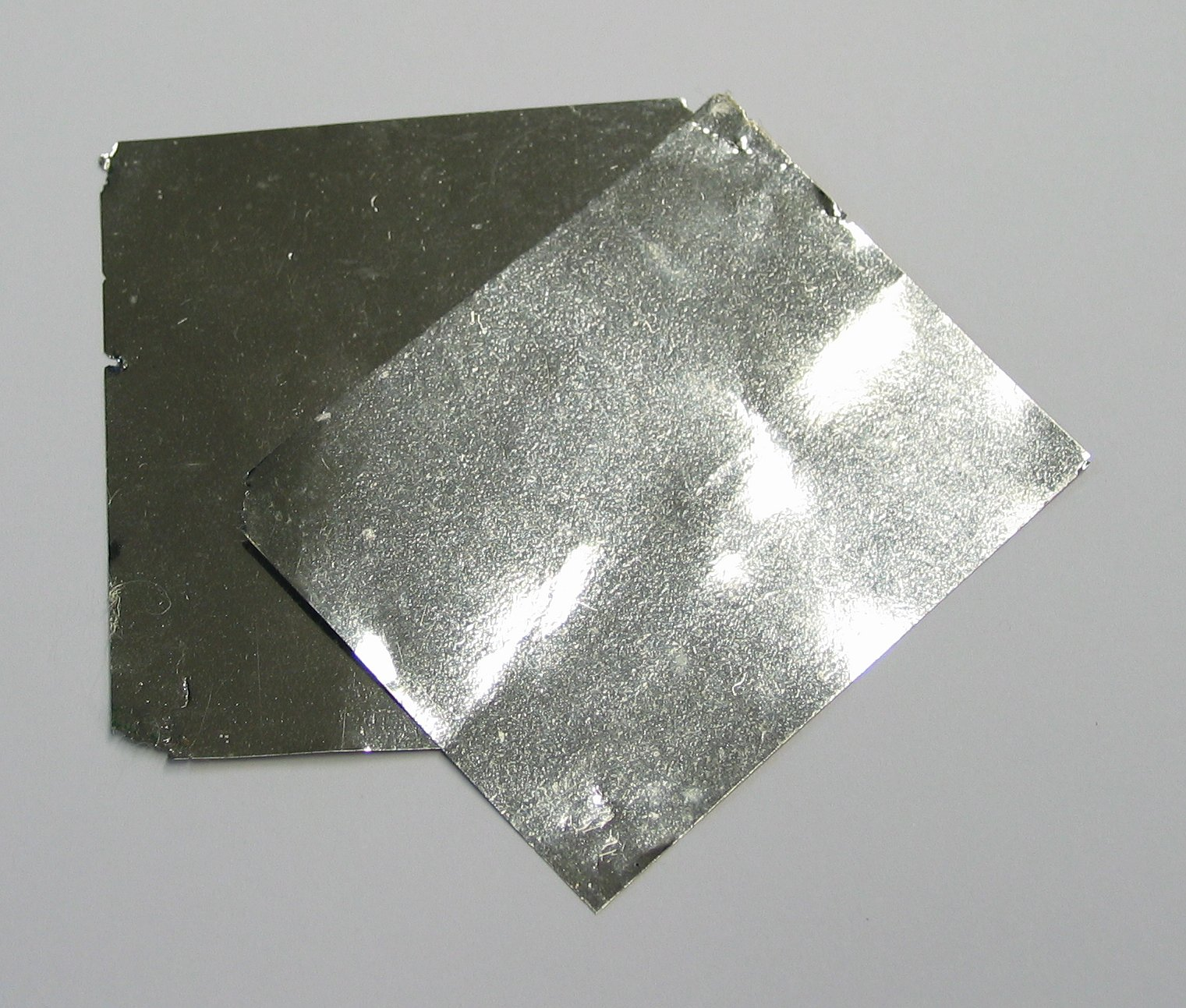
Iridiová fólie

Iridium bylo objeveno roku 1803 Smithsonem Tennantem (1761–1815). Ušlechtilý, poměrně tvrdý i když křehký kov, elektricky i tepelně středně dobře vodivý. Je supravodičem 1. typu za teplot pod 0,112 K. V přírodě se vyskytuje téměř pouze jako ryzí kov, převážně v okolí míst dopadu meteoritů, vždy společně s jinými drahými kovy. Dále je spolu s dalšími platinovými kovy obsažen v ultrabazických masivech a díky chemické stálosti se koncentruje v náplavech. Hlavní naleziště představuje Sibiř a jižní Afrika. Jeho soli jsou různě zbarvené (odtud i název prvku, iris je latinsky duha).
Iridium je prvkem se značně nízkým zastoupením na Zemi i ve vesmíru. V zemské kůře je průměrný obsah iridia udáván jako 0,001 mg/kg. Jeho koncentrace v mořské vodě je natolik nízká, že ji současnými analytickými postupy nelze spolehlivě odhadnout. Předpokládá se, že ve vesmíru připadá na jeden atom iridia přibližně 60 miliard atomů vodíku.
Chemicky je mimořádně odolné a lze jej rozpustit pouze za vysokého tlaku v koncentrované kyselině chlorovodíkové za přítomnosti chloristanu sodného. Iridium patří společně s platinou a osmiem do triády těžkých platinových kovů.

## Využití
Vzhledem ke své mimořádné chemické odolnosti je iridium legováno do slitin s rhodiem a platinou, které se používají na výrobu odolného chemického nádobí pro rozklady vzorků tavením nebo spalováním za vysokých teplot. Ve sklářském průmyslu slouží tyto slitiny jako materiál do speciálních pecí na tažení optických vláken.
V automobilovém průmyslu se z iridia vyrábějí elektrody zapalovacích svíček s mimořádnou životností (někteří výrobci deklarují použitelnost pro minimálně 160 000 km) nebo pro práci v extrémních podmínkách, např. pro motory závodních automobilů a používá se i v katalyzátorech.

## Zajímavosti
- Iridium je prvek s druhou nejvyšší hustotou (hned po osmiu). Je cca o 10 % hustší než např. uran, který se právě pro svoji hustotu používá ke zvýšení kinetické energie střely.
- Prvotní mezinárodní etalony délkové míry 1 m a hmotnosti 1 kg byly vyrobeny ze slitiny platiny s iridiem.
- Přestože ve vesmíru se iridium vyskytuje zanedbatelně, ve větším množství je obsaženo v meteoritech. Iridium (mimo jiné těžší a méně vzácné prvky) se mělo též ve větším množství uvolnit do atmosféry Země před 66 miliony let po dopadu asteroidu, jenž vytvořil Chicxulubský kráter a pravděpodobně byl hlavní příčinou hromadného vymírání na konci křídy.[7]